# Edmond Carmody
Edmond Carmody (ur. 12 stycznia 1934 w Ahalane, Irlandia) – amerykański duchowny katolicki pochodzenia irlandzkiego, biskup Corpus Christi w latach 2000-2010.

## Życiorys
Ukończył St. Brendan's Seminary w Killarney i St. Patrick's Carlow College w rodzinnym kraju.
Święcenia kapłańskie otrzymał 8 czerwca 1957 i inkardynowany został do amerykańskiej archidiecezji San Antonio. Pełnił funkcje m.in. sekretarza diecezjalnego trybunału (1966-1983), sekretarza abp. Roberta Lucey (1967-1969) oraz wicekanclerza kurii (1969-1983). W latach 1983–1988 pracował jako misjonarz w Peru i Ekwadorze.
8 listopada 1988 papież Jan Paweł II mianował go biskupem pomocniczym San Antonio ze stolicą tytularną Murthlacum. Sakrę otrzymał z rąk swego ówczesnego zwierzchnika abp. Patricka Floresa. 
24 marca 1992 mianowany ordynariuszem Tyler. 3 lutego 2000 przeniesiony na biskupstwo Corpus Christi, na którym pozostał do dnia przejścia na emeryturę - 18 stycznia 2010. 
W roku 2012 powrócił do Tyler - siedziby swej dawnej diecezji, dokąd udał się na zaproszenie obecnego ordynariusza Josepha Stricklanda, by pomagać w kurii diecezjalnej i w pracy duszpasterskiej.